# Horbacze (rejon złoczowski)
Horbacze (ukr. Горбачі) – wieś na Ukrainie w rejonie złoczowskim obwodu lwowskiego.
Do 19 lipca 2020 r. w rejonie buskim. 